# Ursus 3502
Ursus 3502 – ciągnik sadowniczy produkowany w ZPC Ursus.

## Dane techniczne
- Typ silnika - Perkins 3250,
- Moc znamionowa wg DIN - 35,8 kW (47 KM) przy 2250 obr./min,
- Średnica cyl./skok tłoka - 91,44/127 mm,
- Rodzaj wtrysku - bezpośredni,
- Pojemność silnika - 2502 cm³,
- Max. moment obrotowy - 170 Nm 1400 obr./min,
- Stopień sprężania - 16,5,
- Liczba cylindrów - 3,
- Skrzynia przekładniowa - mechaniczna, z kołami przesuwnymi oraz z reduktorem,
- Liczba biegów przód/tył - 8/2,
- Blokada mechanizmu różnicowego - mechaniczna,
- Wydatek pompy podnośnika - 26 l/min.,
- Hydraulika zewnętrzna - 2,
- Udźwig podnośnika - 1330 kg,
- WOM niezależny - 540 obr./min.,
- Minimalna moc z WOM przy znamionowej prędkości obrotowej silnika - 29,8 kW (40,5 KM),
- Mechanizm kierowniczy - hydrostatyczny,
- Hamulec roboczy bębnowy, suchy, niezależny,
- Zbiornik paliwa - 58 dm³,
- Ogumienie przód / tył - 6,00 - 16 6PR / 12,4 - 28,
- Długość bez / z obciążnikami przednimi - 3413 / 3623 mm,
- Wysokość z ramą: 2445 mm,
- Wysokość z kabiną: 2300 mm,
- Szerokość z ramą: 1300 mm,
- Szerokość z kabiną: 1310 mm,
- Rozstaw osi: 2083 mm,
- Prześwit pod skrzynią biegów / pod dolnym zaczepem - 325 mm / 290 mm,
- Ciągnik gotowy do pracy bez dodatkowych mas obciążających z ramą / z kabiną - 1940 kg / 2120 kg,
- Ciągnik gotowy do pracy z obciążnikami przednimi z ramą / z kabiną - 2040 kg / 2220 kg.